# Palden Lhamo
Palden Lhamo, Pelden Lhamo (tyb.: དཔལ་ལྡན་ལྷ་མོ། transliteracja Wyliego: dpal ldan lha mo) – tybetańska bogini należąca do klasy dharmapala (strażników Dharmy). Uważana za patronkę Tybetu. 